# Clathrinidae
Clathrinidae é uma família de esponjas marinhas da ordem Clathrinida.

## Gêneros
- Ascuris Haeckel, 1872
- Clathrina Gray, 1867
- Guancha Miklucho-Maclay, 1868